# Paddy Dunne
Patrick „Paddy“ Dunne (* 3. November 1928; † 20. Juli 2006) war ein irischer Politiker der Irish Labour Party.
Dunne war von 1975 bis 1976 Lord Mayor von Dublin. Von 1981 bis 1982 gehörte er dem 15. Seanad Éireann an, in den er von Taoiseach Garret FitzGerald als Senator nominiert worden war.
Dunnes Sohn John betätigt sich ebenfalls als Politiker.